# Designer Toy
Designer Toys (auch Art Toys) sind von Künstlern gestaltete Skulpturen, die meist limitiert und nummeriert sind. Sie vereinen Elemente von Spielzeug und Skulpturen mit Anleihen aus der Popkultur zu einem eigenständigen Kunstwerk, bei dem die jeweiligen Künstler im Vordergrund stehen. Die sehr aufwendig und meist in Handarbeit produzierten Figuren sind mit ihrem Kleinseriencharakter etwa vergleichbar mit Originalkunstdrucken. Im Kontrast zu etwa Action-Figuren (wie z. B. G.I. Joe oder Masters of the Universe) oder anderen dreidimensionalen Umsetzungen von Lizenzprodukten (wie z. B. Miniatur-Statuen oder Schlüsselanhänger) sind Designer Toys keine bloße Repräsentation dieser Figuren. Während gewöhnliches Kinderspielzeug in seiner emotionalen Wirkung meist eindimensional ist – die Niedlichkeit eines Teddybären, die charakteristischen Rollenzuschreibungen von Puppen und Action-Figuren etc. – kombinieren Designer Toys meist gegensätzliche Elemente oder lassen sich als gesellschaftlichen Kommentar lesen. Beispielsweise kreierte der Künstler Frank Kozik in seiner Designer Toy-Serie „Goon Squad“ (dt. etwa Schlägertruppe) Büsten bekannter politischer Führer wie Mao Zedong, Kim Jong-il oder Ronald Reagan in grellbunten Farben und mit popkulturellen Verweisen, bei denen der Denkmalcharakter der bildhauerischen Portraitkunst, die Verspieltheit der Popkultur und die politischen Handlungen der Staatsmänner vermischt werden und so ein neuer Zusammenhang gebildet wird. Designer Toys werden heute weltweit in Galerien ausgestellt und jährlich mit dem Designer Toy Award gekürt und lassen sich als „neue Bewegung in Gegenwartskunst und -design sowie Populärkultur“ erachten. Oft kommt es zu surrealen Details und starken Überzeichnungen, die so den Nerv der aktuellen (Pop-)Kultur treffen. Designer Toys werden aus verschiedenen Materialien erschaffen, insbesondere aus Vinyl – diese Gruppe der Designer Toys ist auch unter der Bezeichnung „Urban Vinyl“ bekannt –, Holz, Metall, Epoxidharz oder Plüsch.

## Entstehung
Mitte der 1990er Jahre gestaltete der Designer Michael Lau die Serie The Gardener und stellte die insgesamt 101 Figuren in einer Hongkonger Galerie aus. Weitere Ausstellungen, Plattencover und die Teilnahme am Toycon 1996 (zusammen mit Eric So) ließen das Interesse an Designer Toys rasch zunehmen. Reizvoll an der Szene ist für viele Sammler das Spektrum, in dem sich das künstlerische Schaffen abspielt. Von „klassischen“ Künstlern wie Tim Biskup oder Gary Baseman bis zu Street-Art-Künstlern (z. B. erschien kürzlich der Lad der London Police als Designer Toy) reicht die Bandbreite. Selbstverständlich können hieraus auch Spannungen innerhalb der Szene zwischen künstlerischen Ansprüchen und Kommerz entstehen.

## Künstler
Einige der bedeutendsten Vertreter der Kunstrichtung neben Michael Lau sind Gary Baseman (Dumb Luck), Brian Donnelly (KAWS), Tim Biskup (Yeti Squad), Sun-Min Kim und David Horvath (Ugly Dolls), Frank Kozik (Smorkin’ Labbit), Ashley Wood (ThreeA) und Touma (Knuckle Bear). Die bekanntesten Vertreter dieser Kunstrichtung aus Deutschland sind die beiden Designer Mark Landwehr und Sven Waschk, die seit 2003 unter dem Namen Coarse in Los Angeles arbeiten.

## Serien
Die Designer Toy-Serie Dunny von kidrobot gab eine Art Hasen-Grundform vor, die dann von namhaften Künstlern gestaltet wurde und in unterschiedlichen Auflagen produziert wurde. Die Dunnys waren ein sehr großer Erfolg – neben inzwischen fünf regulären 3-inch-Serien und acht Spezial-Serien gibt es auch sogenannte 8-inch Mod-Dunnys von diversen Künstlern, die in Serie produziert wurden. Weitere namhafte Serien nach demselben Prinzip sind Kubicks, Qees, MAD*L, Stereotypes und Trexi. Inzwischen werden direkt weiße Grundfiguren zur eigenen Ausgestaltung angeboten, die erste derartige „Blank“-Figur war der Munny.

## Business
Der wirtschaftliche Erfolg ließ nicht lange auf sich warten. Ab 2002 entstanden spezialisierte Onlineshops wie Kidrobot und Critterbox in den USA oder Büro Discount und Urbancity.ch in der Schweiz, die selbst Teil der Szene wurden. Da die Nachfrage bei einigen Figuren weit größer war als das Angebot, kam es zu zum Teil gewaltigen Wertsteigerungen von Figuren, die auch Spekulationskäufe und einen regen zweiten Markt nach sich zogen. Aber auch Firmen wurden auf das Phänomen aufmerksam. So engagierte Sony Michael Lau mehrfach für Arbeiten, und inzwischen entstehen immer wieder Gratwanderungen zwischen Kunst- und Konsumprodukten, teils direkt als Produkt oder in Werbekampagnen.